# Língua huna
O huno é um idioma extinto, falado historicamente pelos hunos. Seus registros literários são extremamente escassos, consistindo apenas de alguns poucos nomes e palavras.

## Classificação
O huno vem sendo considerado como um idioma próximo ao protobúlgaro, também extinto, e o atual chuvache, em diversos sistemas de classificação genética. Atualmente estes idiomas costumam ser classificados, juntamente com o cázara e o ávaro turcomano, como membros do ramo ogúrico da família de línguas turcomanas.
O indício de que o huno seria uma língua turcomana surgiu da identificação de alguns nomes hunos, atestados nos registros literários que sobreviveram até os dias de hoje, como turcomanos. Outros nomes foram classificados como germânicos e iranianos. As palavras registradas (medos, kamos, strava e, possivelmente, cucurun) não parecem ser turcomanas.
Estes registros existentes vem sendo estudado por mais de um século e meio, e nenhuma tentativa de associar estes nomes com qualquer grupo linguístico conhecido conseguiu atingir alguma espécie de consenso acadêmico.
A inscrição da placa de Khan Diggiz foi interpretada como sendo o nome de um rei huno conhecido, Dengizico, filho de Átila, numa forma de turcomano.
As línguas de tipo l- e r- (lir-turcomanas) são documentadas atualmente apenas pelo tchuvache, único membro em existência do ramo ogúrico do turcomano. O resto dos idiomas turcomanos (turcomano comum) pertencem ao tipo š- e z- type (também chamado de "shaz-turcomano). De acordo com uma teoria, os hunos também seriam falantes de um idioma turcomano do tipo l- e r-, e a sua migração teria sido responsável pelo surgimento de um idioma deste tipo no Ocidente.
A questão dos parentescos da língua huna está longe de ter sido resolvida. Um bom sumário do problema foi expresso nas palavras de Otto Maenchen-Helfen:

"Tudo que sabemos da língua dos hunos são nomes. Nossas fontes não nos dão o significado de nenhum deles... Apenas através de um estudo cuidadoso do contexto literário no qual estes nomes surgem é que podemos esperar trazer o problema do idioma huno mais próximo à sua solução. Tentativas de forçar todos os nomes hunos num só grupo linguístico estão fadadas a priori ao fracasso. O número de nomes hunos que são, com algum grau de certeza ou mesmo de probabilidade, turcomanos, é pequeno. Além das dificuldades objetivas, as subjetivas também assombram alguns acadêmicos. Turcólogos tendem a descobrir turcos em todo lugar, convencidos de que todos os protobúlgaros falavam o turco. Németh ofereceu uma atraente etimologia turca para Asparuch; outros turcólogos explicaram o nome de uma maneira diferente, talvez menos convincente. Agora se sugere que Asparuch seria um nome iraniano... Acadêmicos de profunda erudição por vezes são influenciados pelo pan-turquismo..."

## Relação com outros grupos linguísticos
Diversas tentativas foram feitas de se identificar o idioma huno com o húngaro. Lendas e histórias medievais húngaras presumem ligações estreitas entre os dois povos. O nome Hunor foi preservador nas lendas locais (juntamente com diversos nomes hunos, como Attila), e é usado como nome próprio na Hungria atual. Alguns húngaros acreditam que os sículos, um grupo étnico húngaro que vive na Romênia, seria formado por descendentes de um grupo de hunos que teria permanecido na Bacia Cárpata após 454; este mito foi registrado no Feitos dos Húngaros..
Já se sugeriu que o idioma huno teria relações com o que era falado pelos Xiongnu, porém não existe qualquer consenso acadêmico sobre o assunto, ou mesmo sobre que idioma este grupo falaria.

## Gramática
A exemplo da língua chuvache e da língua protobúlgara, a língua huna poderia supostamente apresentar oito casos gramaticais: nominativo, genitivo, acusativo/dativo, locativo, ablativo, instrumental, privativo, benefativo.[carece de fontes?]

## Vocabulário
Há semelhanças entre os vocabulários do huno e do turco, como se vê no breve quadro comparativo de palavras hunas e turcas:
| Huno   | Turco          | Português      |  |
| Tengri | Tanrı          | Deus           |  |
| Kut    | Kut            | Poder político |  |
| Kız    | Kız            | Menina         |  |
| Katun  | Kadın/Hatun    | Mulher         |  |
| Tug    | Tuğ            | Cauda cavalo   |  |
| Büyü   | Büyü           | Mágica         |  |
| Orda   | Ordu           | Exército       |  |
| Bar    | var(mak)       | Chegar         |  |
| Böri   | Kurt(Börü)     | Lobo           |  |
| Tat    | Tat, (yabancı) | Estranho       |  |
| Tok    | Acem/Fars      | Persa          |  |
| El     | El             | País           |  |
| Kılıç  | Kılıç          | Espada         |  |
|        |                |                |  |
|        |                |                |  |